# Crotale
Crotale – to system obrony powietrznej złożony z kierowanych pocisków rakietowych ziemia-powietrze, opracowany przez francuski koncern zbrojeniowy Thomson-CSF. Używany jest na samobieżnych wyrzutniach lądowych i wyrzutniach morskich.

## Historia
System przeciwlotniczy Crotale został opracowany pod koniec lat 60. XX w. na zlecenie RPA. Kraj ten poszukiwał nowych rakiet ziemia-powietrze krótkiego zasięgu i po odmowie sprzedaży rakiet przez Wielką Brytanię, zwrócił się do francuskiej firmy Thomson, zamawiając opracowanie i produkcję samobieżnych systemów rakietowych do zwalczania celów powietrznych na niskich pułapach w każdych warunkach atmosferycznych. RPA zobowiązała się do pokrycia 85% kosztów opracowania i prób. Pierwsze baterie zostały dostarczone do RPA w 1971.
Ze względu na wysokie parametry i stosunkowo niską cenę zestawy Crotale były produkowane również dla armii francuskiej, a w późniejszym okresie również na eksport do innych krajów. Do końca 1978 francuskie siły zbrojne otrzymały 20 baterii pocisków. 
Dla Arabii Saudyjskiej Thomson-CSF opracował specjalną wersję Crotale nazwaną Shahine (oko sokoła). 

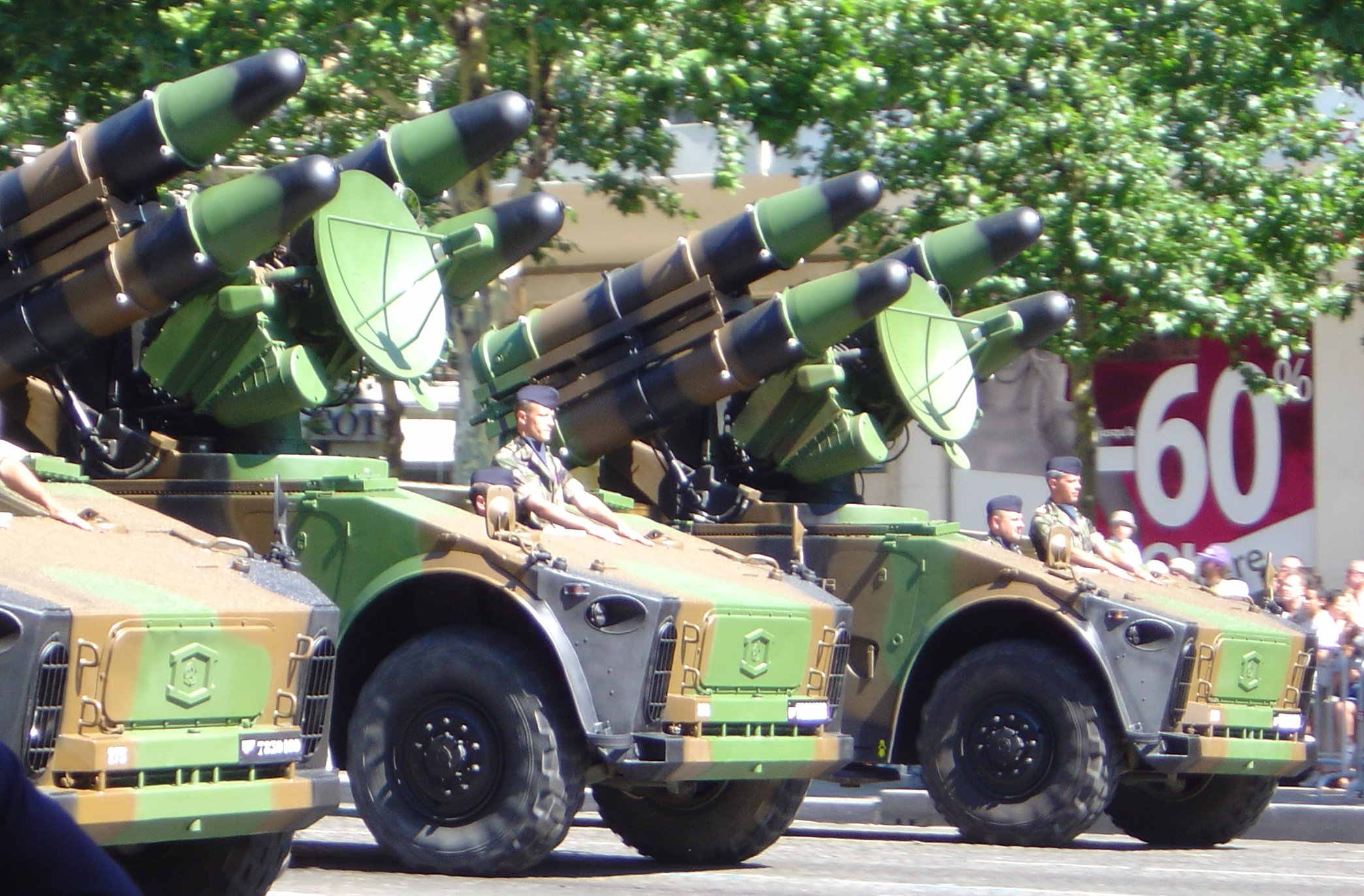
Samobieżne wyrzutnie Crotale armii francuskiej

## Opis
Podstawowa wersja wyrzutni Crotale obejmuje cztery kontenery pocisków oraz radar śledzenia i naprowadzania, zamontowane na podwoziu lekko opancerzonego terenowego wozu kołowego 4x4 (masa w położeniu bojowym – 14.800 kg). Może być również wykorzystywane podwozie 8x8 lub gąsienicowe. Typowa bateria składa się z trzech wyrzutni i jednego pojazdu ze stacją radiolokacyjną wykrywania celów. Wykrywanie i zwalczanie celów może być dokonywane tylko na postoju. Istnieje także stacjonarna (modułowa) wersja Crotale. Moduł – kontener z wyrzutnią i urządzeniami kierowania ma masę 8200 kg, a moduł ze stacją radiolokacyjną 5700 kg. Wszystkie zestawy wyposażone są w pociski rakietowe firmy Matra R-440.
Wersja Crotale dla Arabii Saudyjskiej Shahine różni się od pierwowzoru podwoziem, na którym umieszczono wyrzutnie, które opracowano na bazie czołgu AMX-30. Zmianie uległa także liczba rakiet na wyrzutni – 6 zamiast 4. Same pociski są nieco powiększone i noszą oznaczenie R-460.
Oprócz wersji lądowej, istnieje również wersja morska, montowana na licznych okrętach Marynarki Francuskiej i innych państw. Wyrzutnia w tej wersji posiada osiem kontenerów pocisków. 

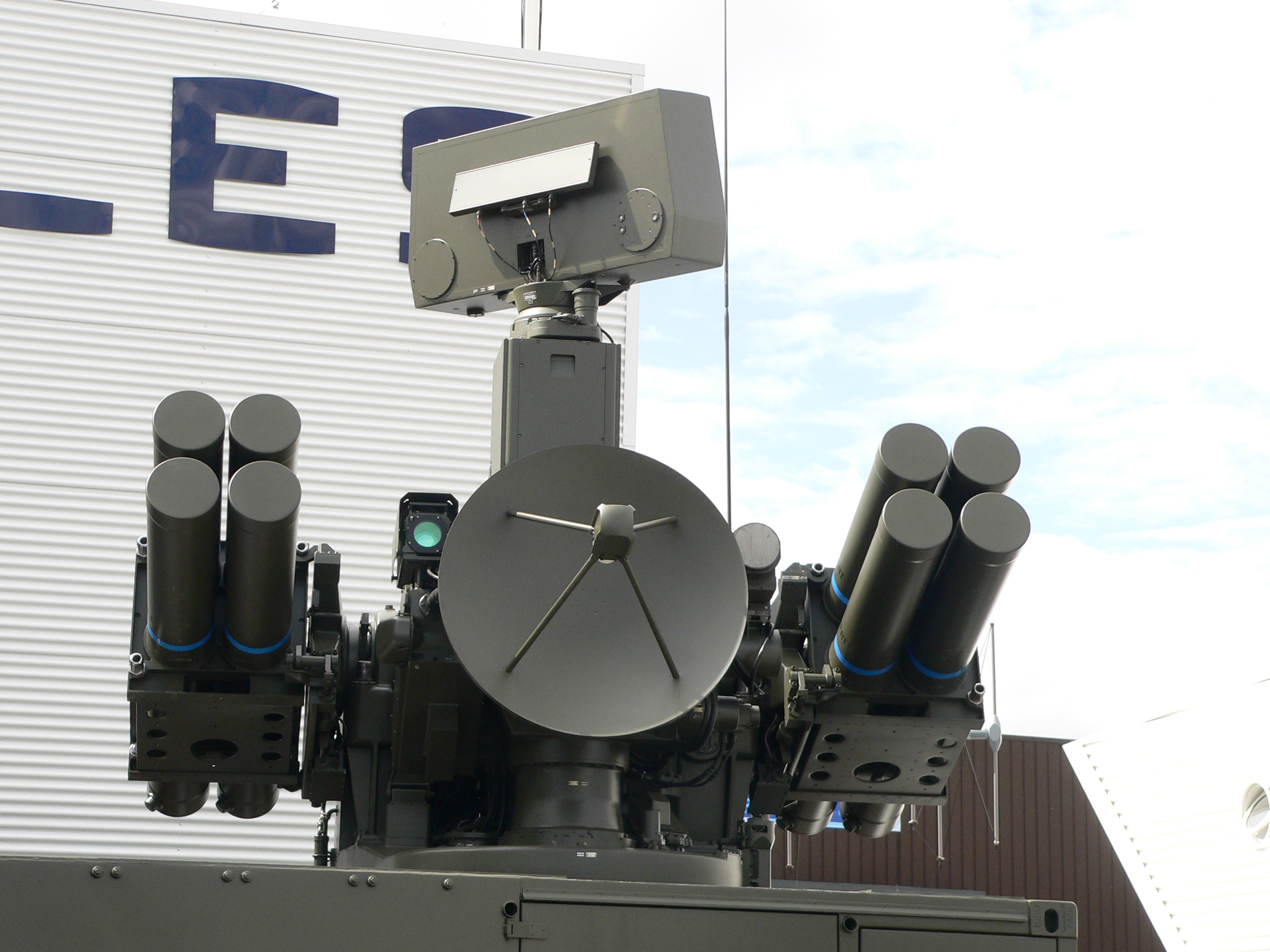
Wyrzutnia Crotale NG

## Crotale NG
W 1990 wprowadzono do produkcji całkowicie nową wersję zestawu Crotale NG (Nouvelle Génération – nowa generacja), opartą na pociskach VT-1. Pocisk osiąga prędkość 3,5 Macha i może manewrować z przeciążeniem 35g. Maksymalny zasięg wynosi 15 km, pułap do 9000 m. Głowica pocisku jest odłamkowa, 13-kilogramowa, a pocisk naprowadzany jest radiokomendowo wzdłuż linii celowania. Oprócz nowego pocisku, na nowo opracowano system wykrywania celów i kierowania ogniem oraz wyrzutnię, obejmującą teraz 8 rurowych kontenerów o mniejszej średnicy, radar wykrywania celów (zasięg 20 km), radar naprowadzania oraz telewizyjny i termowizyjny system naprowadzania. Wyrzutnia montowana jest na podwoziach samobieżnych lub przyczepach.